# Кабальеро, Селестино
Селестино Кабальеро (исп. Celestino Caballero, родился 21 июня 1976 года в Колоне, Панама) — панамский боксёр-профессионал, выступавший в второй наилегчайшей (Super Bantamweight) весовой категории. Чемпион мира по версии ВБА (WBA) (2005—2009) и IBF (2008—2009) во второй наилегчайшей и полулёгкой по версии WBA (2011) весовых категориях.
Наилучшая позиция в мировом рейтинге: 2-й.

## Результаты боёв
| Бой | Дата | Соперник | Судьи | Место боя | Раундов | Результат | Дополнительно |
| --- | ---- | -------- | ----- | --------- | ------- | --------- | ------------- |
|     |      |          |       |           |         |           |               |
| Бой | Дата | Соперник | Судьи | Место боя | Раундов | Результат | Дополнительно |

## Проблемы с законом
В марте 2016 года был арестован за перевозку 10 кг кокаина..